# Labirinto di Adriano
Il Labirinto di Adriano è sito ad Orvieto, in provincia di Terni.

## Storia
Il museo si compone di una serie di cunicoli sotterranei scoperti durante alcuni lavori di ristrutturazione di una pasticceria di Orvieto dai loro proprietari, Adriano Di Mario (da cui prende il nome) e sua moglie Rita negli anni '70 del secolo scorso.
La varie camere si dividono in due tipi, in impermeabilizzate con intonaco e non impermeabilizzate, secondo la natura geologica dei vari meandri del sotterraneo
Durante l'Alto Medioevo fu proibito di buttare l'immondizia per le vie di Orvieto, così venne iniziato a gettare l'immondizia, che essa sia composta di scarti alimentari, o cocci di terracotta o di vetro, nei sotterranei della città umbra... Ma, una serie di scosse sismiche e la peste del 1348 finirono per far imputridire le falde acquifere di Orvieto e far chiudere l'attività dello sversamento dei rifiuti nel sistema di sotterranei di Orvieto e di attingere acqua dalle cisterne site in essi.

## Descrizione
I cunicoli e le cavità si compongono di più livelli e si sviluppano per circa 400 metri. Ogni livello è riferibile ad un preciso periodo.
Nei vari sotterranei vi sono:
- cisterne per la raccolta di acqua piovana di epoca etrusca,
- butti per gettare rifiuti di epoca medievale,
- varie stratificazioni vulcaniche,
- un fossile vegetale, forse un albero, di circa 250 000 anni fa;
- vari ambienti per lo stoccaggio del grano[4];
- vari ambienti utilizzati come cantine[4];
- varie sculture in tufo di epoca contemporanea;
- completano la visita vari pannelli esplicativi.